# لوشس هاريس
لوشس هاريس (بالإنجليزية: Lucious Harris)‏ مواليد 18 ديسمبر 1970 في لوس أنجلوس، هو لاعب كرة سلة أمريكي معتزل. بدأ مسيرته الاحترافية في سنة 1993. تم اختياره من قبل فريق دالاس مافيريكس خلال الدرافت. يبلغ طوله 6 قدم 5 بوصة (2.0 م). اعتزل اللعب في 2007. أحرز خلال مسيرته في الإن بي إيه 5784 نقطة بمعدل 7.2 نقاط في المباراة الواحدة.

## المسيرة الاحترافية
لعب مع دالاس مافيريكس من سنة 1993 إلى 1996، ثم لعب مع فيلادلفيا سفنتي سيكسرز في موسم 1996–1997، ثم لعب مع بروكلين نتس من سنة 1997 إلى 2004، ثم لعب مع كليفلاند كافالييرز من سنة 2004 إلى 2007.

## روابط خارجية
- لوشس هاريس على موقع إن بي أي (الإنجليزية)
- لوشس هاريس على موقع سبورتس رفرنس (الإنجليزية)
- لوشس هاريس على موقع كرة السلة الأوروبية.كوم (الإنجليزية)
- لوشس هاريس على موقع كلية كرة السلة في سبورتس رفرنس.كوم (الإنجليزية)
- لوشس هاريس على موقع ريلجم (الإنجليزية)
- لوشس هاريس على موقع بروبوليرز (الإنجليزية)